# Segunda División 1985/86
Die Segunda División 1985/86 war die 55. Spielzeit der zweithöchsten spanischen Fußballliga. Sie begann am 31. August 1985 und endete am 18. Mai 1986. Meister wurde Real Murcia.

## Vor der Saison
Die 20 Mannschaften trafen an 38 Spieltagen jeweils zweimal aufeinander. Die drei besten Mannschaften stiegen in die Primera División auf. Die letzten vier Vereine stiegen ab.
Als Absteiger aus der Primera División nahmen CD Málaga, FC Elche und Real Murcia teil. Aus der Segunda División B kamen Albacete Balompié, Deportivo Aragón, Rayo Vallecano und Sestao SC.

## Abschlusstabelle
| Pl. | Verein                | Sp. | S  | U  | N  | Tore    | Diff. | Punkte |
| --- | --------------------- | --- | -- | -- | -- | ------- | ----- | ------ |
| 1.  | Real Murcia (A)       | 38  | 22 | 8  | 8  | 066:300 | +36   | 52:24  |
| 2.  | CE Sabadell           | 38  | 15 | 16 | 7  | 049:300 | +19   | 46:30  |
| 3.  | RCD Mallorca          | 38  | 18 | 10 | 10 | 054:370 | +17   | 46:30  |
| 4.  | CD Castellón          | 38  | 18 | 9  | 11 | 061:420 | +19   | 45:31  |
| 5.  | Deportivo La Coruña   | 38  | 17 | 11 | 10 | 052:380 | +14   | 45:31  |
| 6.  | FC Elche (A)          | 38  | 19 | 7  | 12 | 044:360 | +8    | 45:31  |
| 7.  | Real Oviedo           | 38  | 17 | 10 | 11 | 045:360 | +9    | 44:32  |
| 8.  | Bilbao Athletic       | 38  | 18 | 8  | 12 | 053:510 | +2    | 44:32  |
| 9.  | Recreativo Huelva     | 38  | 17 | 8  | 13 | 063:550 | +8    | 42:34  |
| 10. | Sestao SC (N)         | 38  | 16 | 7  | 15 | 049:450 | +4    | 39:37  |
| 11. | CD Málaga (A)         | 38  | 13 | 11 | 14 | 046:470 | −1    | 37:39  |
| 12. | Cartagena FC          | 38  | 10 | 14 | 14 | 037:410 | −4    | 34:42  |
| 13. | Barcelona Atlètic     | 38  | 13 | 8  | 17 | 041:480 | −7    | 34:42  |
| 14. | Castilla CF           | 38  | 14 | 6  | 18 | 045:610 | −16   | 34:42  |
| 15. | CD Logroñés           | 38  | 10 | 13 | 15 | 046:440 | +2    | 33:43  |
| 16. | Rayo Vallecano (N)    | 38  | 12 | 9  | 17 | 046:540 | −8    | 33:43  |
| 17. | Albacete Balompié (N) | 38  | 12 | 7  | 19 | 035:620 | −27   | 31:45  |
| 18. | Deportivo Aragón (N)  | 38  | 9  | 10 | 19 | 035:550 | −20   | 28:48  |
| 19. | CD Teneriffa          | 38  | 8  | 10 | 20 | 043:590 | −16   | 26:50  |
| 20. | Atlético Madrileño    | 38  | 8  | 6  | 24 | 027:660 | −39   | 22:54  |

Platzierungskriterien: 1. Punkte – 2. Direkter Vergleich (Punkte, Tordifferenz, geschossene Tore) – 3. Tordifferenz – 4. geschossene Tore

| (A) | Absteiger der Saison 1984/85         |
| (N) | Neuaufsteiger der Segunda División B |

## Nach der Saison
Aufsteiger in die Primera División
- 01. – Real Murcia
- 02. – CE Sabadell
- 03. – RCD Mallorca

 Absteiger in die Segunda División B
- 17. – Albacete Balompié
- 18. – Deportivo Aragón
- 19. – CD Teneriffa
- 20. – Atlético Madrileño

 Absteiger aus der Primera División
- FC Valencia
- Hércules Alicante
- Celta Vigo

 Aufsteiger in die Segunda División
- UE Figueres
- Deportivo Xerez